# Făurești
Făurești es una comuna ubicada en el distrito Vâlcea, Rumania.

## Superficie
Posee una superficie de 29,40 kilómetros cuadrados.

## Demografía
Hasta 2021 la población era de 1224 habitantes, con una densidad de población de 41,63 habitantes por kilómetro cuadrado.